# Museo André Abbal
El museo André Abbal está situado en la localidad francesa de Carbonne. Inaugurado en 1972, el museo se abre en el edificio que fue el estudio del artista.  Se trata de un conjunto florentino, dominado por la iglesia de San Lorenzo, que presenta la obra del artista André Abbal. Éste reposa en el jardín. 
El museo se divide en tres secciones
- las salas dedicadas a la obra de André Abbal. Presenta diferentes dibujos y esculturas.

- el espacio de exposiciones temporales de artistas contemporáneos.

- el jardín, con las piezas monumentales de Abbal, donado a principios de 1990 a la ciudad por la esposa de André Abbal, para crear un museo al aire libre con obras monumentales del artista.[2]

Situado en la calle del escultor Abbal de Carbonne.
En los fondos del museo también hay obras del pintor nacido en Carbonne Eugène Pujol.

## Enlaces externos

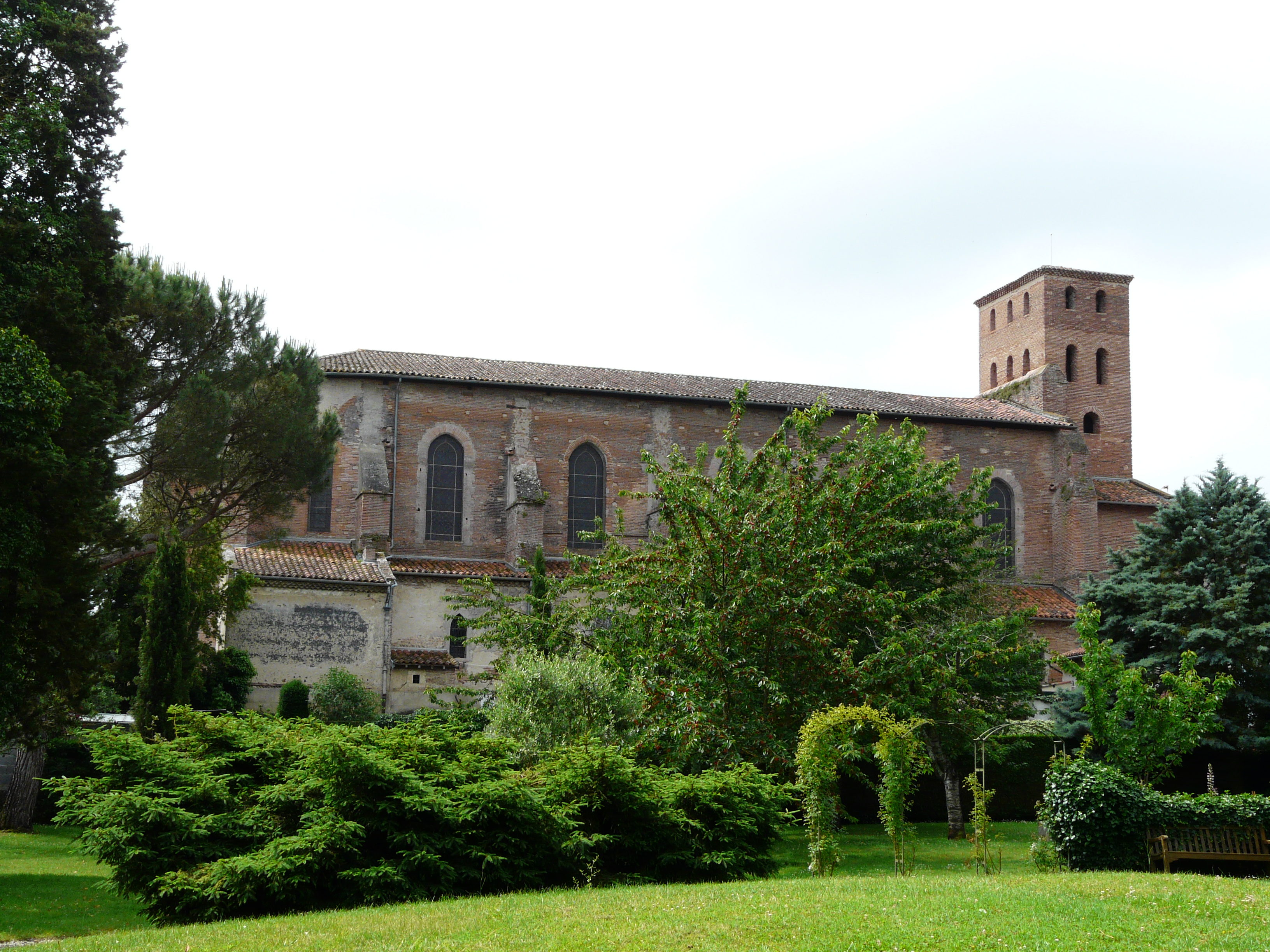
El jardín del museo.